# Die Wege der Freiheit
Die Wege der Freiheit  (frz.: Les chemins de la liberté) ist ein unvollendeter vierteiliger Romanzyklus von Jean-Paul Sartre über den Existentialismus, die Verantwortung und das Dilemma des Engagements, zeitlich vor und im Vichy-Regime. Das technisch kühne, großangelegte Werk, das auch als Auseinandersetzung mit Joyce, Dos Passos und Faulkner verstanden werden kann, ist in der Zeit von 1945 bis 1949 erschienen (vier Bände deutscher Ausgabe zusammengenommen rund 1150 Seiten). Michel Contat spricht von einer romanhaften Philosophie.

## Gegenstand
Die drei Romane L'âge de raison, Le sursis und La mort dans l'âme entwickeln sich um Mathieu, einen sozialistischen Philosophie-Lehrer und eine Gruppe von Freunden. Der Trilogie hätte ein vierter Roman folgen sollen, Drôle d’amitié, jedoch gelang Sartre die Fertigstellung nicht und nur zwei Kapitel nahmen Form an.
Die Bücher waren als Antwort auf die Ereignisse des Zweiten Weltkriegs und insbesondere der Besetzung Frankreichs durch die Nazis angelegt und verkörpern gewisse Verschiebungen in den Auffassungen des Autors über das Handeln im Leben und in der Literatur, die sich dann in der Arbeit L’existentialisme est un humanisme niederschlugen, die in allen Lagern auf Widerspruch stieß.
Es liegen vor:
- Zeit der Reife, über Jugend und Selbstentwurf des Intellektuellen Mathieu, in 48 Stunden, und etwa am 13. Juni 1938,
- Der Aufschub, ein vertikales Panoptikum des kollektiven Unbewussten in Erwartung des Münchner Abkommens und
- Der Pfahl im Fleische über die konkrete Niederlage Frankreichs und die Gefangenschaft im Lager (bezieht sich auf Sartres Zeit im Stammlager Stalag XII D[4] ab 1940 in Trier).

Sartre begann Anfang 1939 mit der Arbeit am ersten Band, schrieb also buchstäblich in der Gegenwartsform. In der darauffolgenden Zeit war er selbst der Ungewissheit eines Krieges ausgesetzt, „der steckenzubleiben scheint“. Von einem Tag auf den anderen wurde Sartre 1945 zum Vordenker bzw. Gewissen einer ganzen Generation und sah sich andererseits angesichts der neuen Weltordnung mit veränderten moralischen Bedingungen konfrontiert. Noch 1959 dachte Sartre an die Wiederaufnahme der Arbeiten an Die letzte Chance.
Die Roman-Reihe wurde auch aufbereitet als dreizehnteilige Fernsehserie der BBC 1970 mit Michael Bryant in der Rolle des Mathieu.

## Bedeutung
„Unter situation versteht Sartre die Gesamtheit dessen, was die menschliche Existenz von außen bestimmt: den Leib, das soziale Milieu und die geschichtliche Lage, in die er hineingeboren ist. Die Freiheit des Menschen besteht darin, daß er eine Situation annehmen oder verwerfen kann, sie also in diesem Sinne auch schafft. Der Mensch steht nicht nur in der Geschichte, er macht sie auch, ob er sich nun aktiv oder passiv zu ihr verhält.“

In technischer Hinsicht hebt Sartre die Distanz zum Geschehen ganz auf, somit steht auch der Leser im evozierten Moment in seiner unbeeinträchtigten Relativität und Subjektivität. Lediglich in dem komplexen Der Aufschub mag ein Überblick durchscheinen.
Die zeitgenössische Kritik zu den ersten beiden Bänden verhielt sich wohlwollend, wollte aber den Fortgang abwarten, was sich dann für Sartre zu einer Enttäuschung auswuchs.
Den Nobelpreis für Literatur lehnte Sartre 1964 ab, um sich nicht vereinnahmen zu lassen.

„Nach dem konsequenten Atheisten [Sartre] ist der Mensch für sein Tun voll verantwortlich, weil alle Weltordnung seiner Freiheit entstammt.“